# Platanthera bifolia
El satirión blanco de dos hojas (Platanthera bifolia) es una especie de orquídea del género Platanthera, estrechamente relacionadas con el género Orchis, en el que estaban incluidas anteriormente, junto con las del género Habenaria.  Se distribuye por toda Europa y por Marruecos. Son de hábitos terrestres y tienen tubérculos.
Platanthera estuvo anteriormente clasificada dentro del género Orchis.

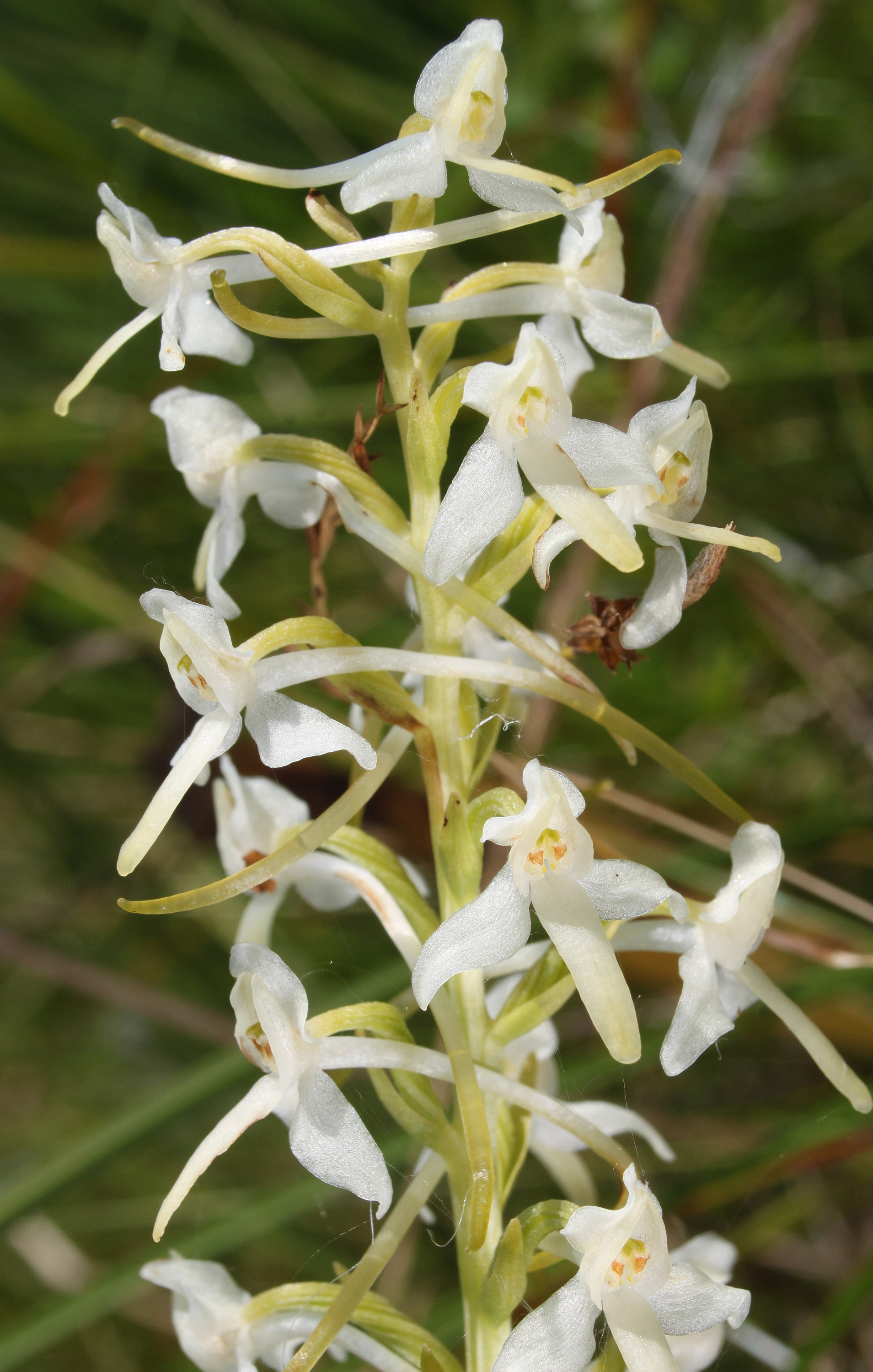
Platanthera bifolia

## Descripción

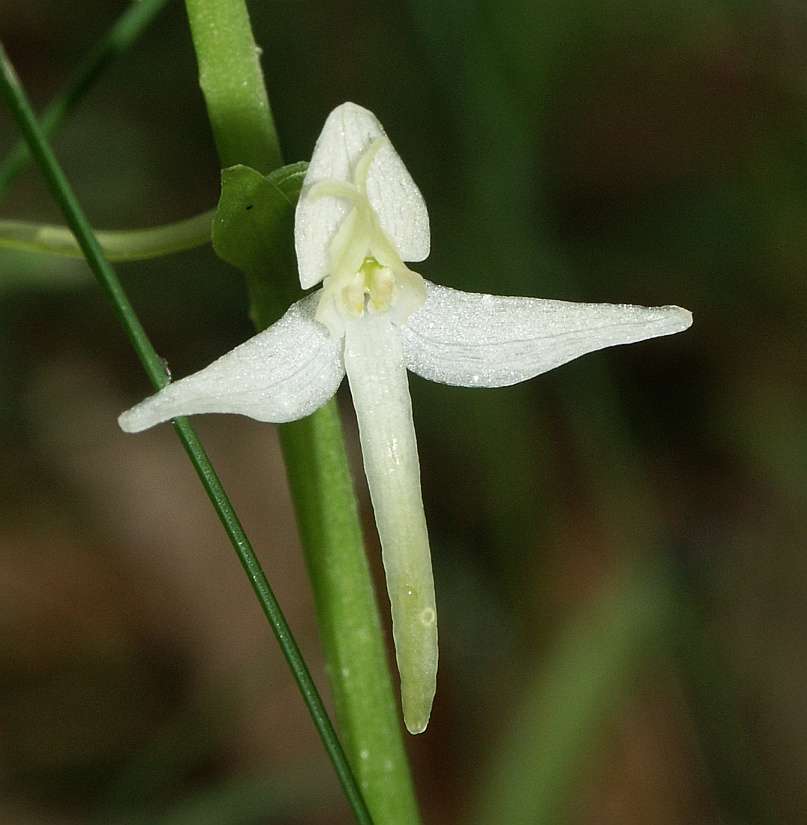
Platanthera bifolia, detalle.

Las especies de Platanthera se distinguen de las de Orchis y de las de Habenaria, por la ausencia de procesos estigmáticos, al poseer un espolón nectarífero para atraer a los insectos polinizadores. Otra característica diferenciadora es la de sus raíces tubérculos ovoideas. 
Estas orquídeas terrestres se desarrollan en suelos básicos y prados húmedos, linderos de bosques y en áreas donde la arboleda está clareando. Tienen tubérculos geófitos enteros, de ovoides a fusiformes,. En estos gruesos tallos subterráneos pueden almacenar gran cantidad de agua, que les permitan sobrevivir en condiciones de sequía.  
Poseen grandes hojas ovoides ú oblongas que cambian a lanceoladas en la parte superior cerca del ápice. Desarrollan un tallo corto que alcanza una altura de 30-40 cm. Las hojas de la parte superior son más pequeñas que las hojas más bajas del tallo.     
La inflorescencia, es una espiga cilíndrica, con unas 5 a 25 flores pequeñas de color blanco nieve, con fragancia. Estas se desarrollan a partir de unos capullos axilares. Las flores con el sépalo dorsal y los pétalos solapados formando un casco, espolón (más largo que el ovario) cargado de néctar y el estigma único y plano. Florecen a finales de primavera o en verano.

## Hábitat
Estas orquídeas se encuentran distribuidas por toda Europa y en Marruecos.

## Taxonomía
Platanthera bifolia fue descrita por (Carlos Linneo) Louis Claude Marie Richard y publicado en Mémoires du Muséum d'Histoire Naturelle 4: 57. 1818.
Etimología
El nombre Platanthera procede del griego y significa "antera amplia" refiriéndose a la separación de la base de los loculos polínicos.   
bifolia: epíteto latino que significa "con dos hojas".
Sinonimia
- Conopsidium platantherum Wallr.
- Conopsidium sthenantherum Wallr.
- Orchis alba Lam.
- Orchis montana F.W. Schmidt
- Platanthera montana (F.W. Schmidt) Rchb. fil. in Rchb.[3]
- Orchis bifolia L. 1753 (basónimo)
- Lysias bifolia (L.) Salisb. 1812
- Habenaria bifolia (L.) R.Br. 1813
- Sieberia bifolia (L.) Spreng. 1817
- Satyrium bifolium (L.) Wahlenb. 1826
- Gymnadenia bifolia (L.) G.Mey. 1836
- Platanthera solstitialis Boenn. ex Rchb. 1830
- Platanthera bifolia ssp. atropatanica B.Baumann & al. 2003[4]

## Nombre común
- Castellano: compañón, dos hojas de España, satirio de tres hojas, satirión blanco, satirión officinal, satirión oficinal, satirión trifolio, testículo de perro, yerba de dos hojas.[3]